# سان فرانسيسكو (فلم 1936)
سان فرانسيسكو (بالإنجليزية: San Francisco) هو فيلم تم إنتاجه في الولايات المتحدة وصدر في سنة 1936.

## بطولة
- كلارك غيبل
- سبنسر تريسي

## الميزانية والإيرادات
بلغت تكلفة إنتاج الفيلم حوالي 1,300,000 دولار بينما حقق أرباحا تقدر بـ 2,868,000 (Domestic earnings),2,405,000 (Foreign earnings) دولار.

### ترشيحات وجوائز
| السنة | الحدث  | الفئة     | النتيجة |
| ----- | ------ | --------- | ------- |
|       | أوسكار | أفضل فيلم | ترشـيـح |

## وصلات خارجية
- سان فرانسيسكو على موقع IMDb (الإنجليزية)
- سان فرانسيسكو على موقع الموسوعة البريطانية (الإنجليزية)
- سان فرانسيسكو على موقع روتن توميتوز (الإنجليزية)
- سان فرانسيسكو على موقع نتفليكس (الإنجليزية)
- سان فرانسيسكو على موقع ألو سيني (الفرنسية)
- سان فرانسيسكو على موقع Turner Classic Movies (الإنجليزية)
- سان فرانسيسكو على موقع أول موفي (الإنجليزية)
- سان فرانسيسكو على موقع فيلمافينيتي (الإسبانية)
- سان فرانسيسكو على موقع قاعدة بيانات الأفلام السويدية (السويدية)
- سان فرانسيسكو على موقع قاعدة بيانات الفيلم (الإنجليزية)